# タンガの戦い
タンガの戦い（たんがのたたかい、英: Battle of Tanga、時にハチの戦い（Battle of the Bees）とあだ名される）は、第一次世界大戦中の1914年11月3日から5日にかけてイギリス領インド軍がドイツ領東アフリカ（のちのタンザニア大陸部、ルワンダおよびブルンジ）の都市タンガに上陸しようとして失敗した戦い。また、大戦中アフリカにおいて初めて発生した本格的な戦闘でもあった。

## 背景
イギリス領東アフリカ（のちのケニア）との国境から80kmしか離れていないタンガは船の通行量の多い港を抱え、この街からキリマンジャロへと伸びる重要なウサンバラ鉄道の発着駅でもあった。
第一次世界大戦が勃発すると、イギリス帝国はアフリカのドイツ植民地を海上封鎖し、ドイツ領東アフリカに対する小規模の作戦に着手した。
当初イギリス帝国軍はタンガを艦砲射撃する計画を立てていたが、砲艦外交による成果として1914年8月17日、タンガが現地からの侵略を行わないことと引き換えに砲撃を行わないという協定を結んだため計画は放棄された。しかし、イギリスはその後その協定を破棄すると共に、アーサー・エイトケン少将に指揮させたイギリス領インド軍部隊「B遠征軍」8,000名をボンベイから東アフリカへ送ることを決定した。エイトケンはアフリカの黒人兵を過小評価しており作戦成功に自信を持っていた。タンガに向かう前、エイトケンらはイギリス領東アフリカのモンバサに短期停泊したが、その際現地の王立アフリカ小銃隊（en:King's African Rifles; KAR、兵卒は現地黒人兵アスカリ）指揮官B.R.グレアム中佐が協力を申し出たもののエイトケンは断った。グレアムはドイツ軍アスカリを甘く見てはいけないと警告したが、エイトケンはそれに同意せずクリスマスまでには作戦は完了するだろうと語った。
エイトケンのB遠征軍8,000名のうちノースランカシャー連隊およびグルカ兵は軍隊としての能力を持っていたが、その他のインド兵部隊は訓練もろくに受けておらず、装備も貧弱だった。また、ボンベイからモンバサへの航海で兵士の士気は落ち込んでいた。エイトケンはモンバサに停泊した時に兵に上陸許可を出すよう提案された際、ドイツ軍に気づかれるという理由でそれを拒否したが、ドイツ側はインドから東アフリカへ遠征軍が向かっていることを既に知っていた。ボンベイ港のドックに積まれた木箱にはその行き先を示す札が貼られており、イギリスと東アフリカの報道はまもなく遠征軍が到着すると伝え、また、艦隊とモンバサの間では平文のままで通信が交わされていた。ドイツ軍植民地防衛隊（en:Schutztruppe）指揮官パウル・フォン・レットウ＝フォルベック大佐はドイツ領東アフリカ全土からタンガ守備隊（当初1個中隊）に増援を送り、その数は最終的に約1,000名になった。

## 上陸

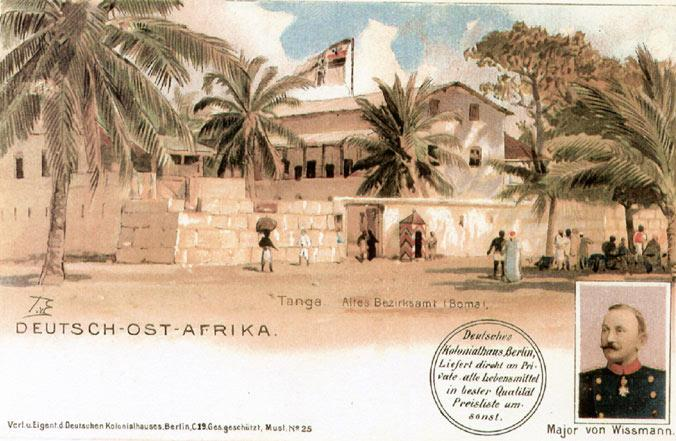
タンガの絵葉書 （1914年）

上陸前の11月2日、イギリス軍巡洋艦フォックスがタンガ港に到着し、イギリス軍はすべての協定を破棄することを通告し、タンガへの上陸作戦を発動した。
作戦は最初から災難に見舞われた。イギリス軍のエイトケン少将は、レットウ＝フォルベックがタンガ港に機雷を敷設していると憶測し（それは誤りだった）、1914年11月3日に用心してタンガから約5km南に上陸した。エイトケンは事前にその地域を偵察しておらず、上陸地点はヒルや水蛇が多く生息するマングローブが生い茂った沼沢地で、蚊やツェツェバエが飛び回っていた。
翌11月4日朝、エイトケンは部隊に街まで進軍するよう命じたが、またしても事前に偵察を行わなかった。8対1の兵力差があったにもかかわらず、レットウ＝フォルベックは反撃を開始した。イギリス軍部隊は最初抵抗もなく進軍していたが、タンガ守備隊がそれを待ち伏せていた。ドイツ人将校のラッパの音とともに250名のアスカリが急襲すると、インド兵は逃走、残されたイギリス人士官はその場で戦死した。インド兵は上陸地点の海岸まで逃げて行った。それを見たエイトケンはノースランカシャー連隊とグルカ兵を中心に据えて第二次攻撃を指示した。ドイツ軍は強固な陣地と通信網を築き上げており、アスカリ狙撃兵が森や畑の中からイギリス軍を狙撃して苦しめた。一方、ノースランカシャー連隊とグルカ兵はタンガ市内の数ヶ所の建物と病院を占領、病院の屋上にユニオンジャックを掲げた。

### ハチとの戦い
午後までには戦闘はジャングルでの小競り合いに移行した。また繰り返し襲ってくる怒れるハチの群れとの戦いにもなった。アフリカのハチは比較的大きく凶暴で、兵士たちが出す雑音や射撃した弾丸に刺激されイギリス軍に襲いかかった。ハチに刺された兵たちは海岸へ逃げ、それを追いかけるハチの群れによりパニックが広がった。イギリス軍は海の中にまで逃げ込んだ。ドイツ軍アスカリも何人かはハチに刺されたが、主なハチの目はイギリス軍に向けられ、数百箇所を刺され意識不明になる兵もいた。激怒したエイトケンは艦砲射撃を命じたが、発射された砲弾がイギリス軍により占領され負傷者が運び込まれていた病院に落下したため、中止された。その他の砲弾が退却するイギリス軍部隊の上に落ちたり、インド兵が恐怖やパニックなどからめくら撃ちに近い射撃をしたためなど、友軍の誤射によるイギリス軍の被害は、ドイツ軍によるものより大きかった。

## イギリス軍退却
イギリス軍は800名以上の死傷者を出し、11月5日に退却した。慌てて退却したため、後には小銃、機関銃および60万発以上の弾薬が残され、レットウ＝フォルベックはその全てを鹵獲した。しかし、紳士だったレットウ＝フォルベックは白旗の下でエイトケンと会見し、ブランデーを飲みながら記録と意見を交換した。彼はまたインド兵負傷者の手当てをするようにドイツ人医師に言った。
パウル・フォン・レットウ＝フォルベックはこの戦功により少将に昇進した。